# Departamento Chuquisaca

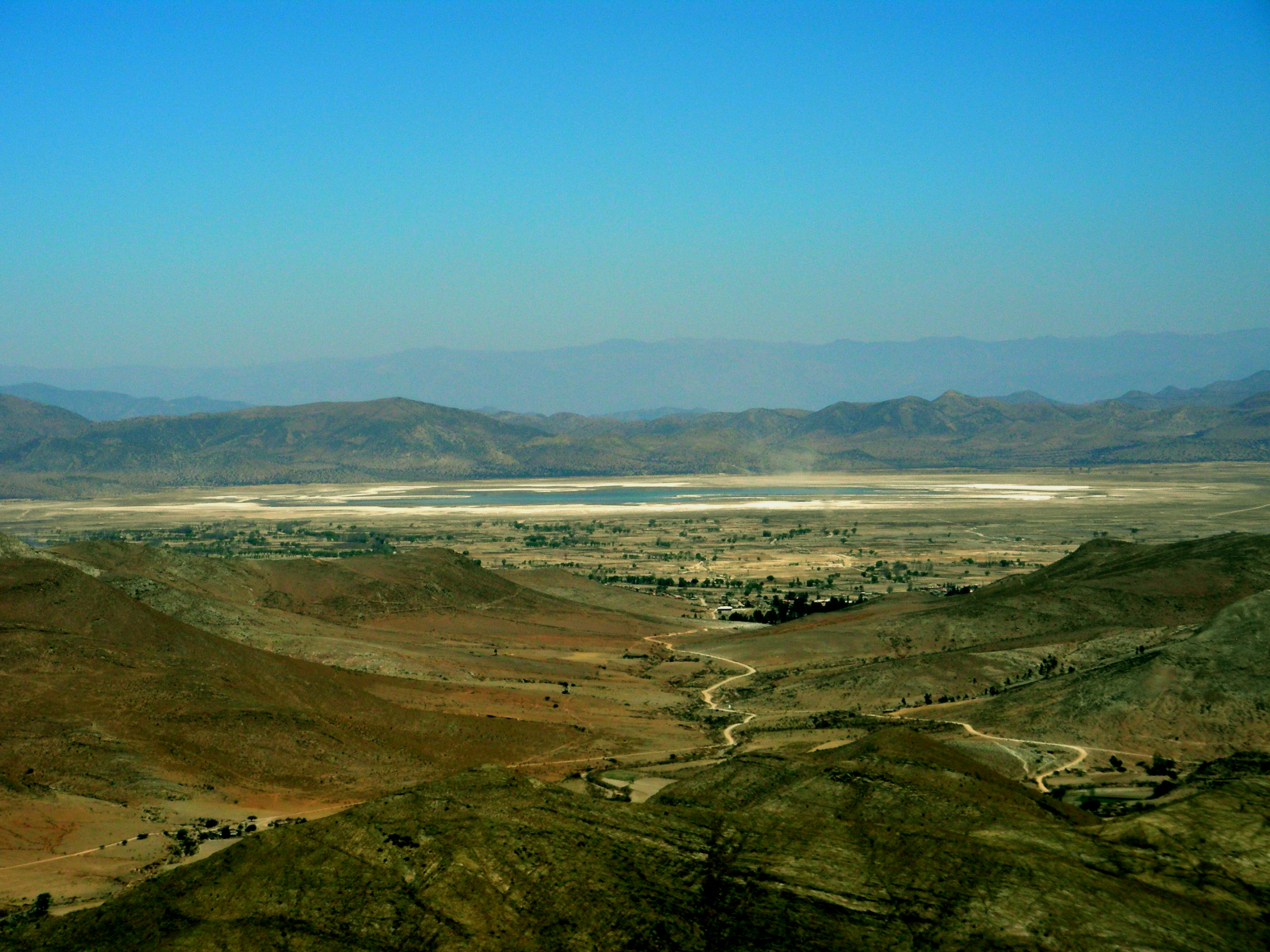
Laguna de Culpina

Chuquisaca ist ein Departamento im Südteil des südamerikanischen Anden-Staates Bolivien.
Es grenzt im Norden an das Departamento Cochabamba, im Westen an das Departamento Potosí, im Süden an das Departamento Tarija, im äußersten Osten an die Republik Paraguay, und im Nordosten an das Departamento Santa Cruz.

## Geographie
Das Departamento Chuquisaca erstreckt sich von der Anden-Kette der Cordillera Central im nordwestlichen Teil über die nordsüdlich verlaufenden vorgelagerten Voranden-Ketten bis hin in die Tiefland-Region des Gran Chaco im Osten und hat eine Fläche von 51.524 km².
Die Bergregionen im Westen im Einzelnen sind:
- die Cordillera Sombreros o Mandinga
- die Cordillera de Tajsara o Tarachaca
- die Cordillera Mochara
- die Cordillera de Lique

Das Klima in den Hochtälern im Westen und in der Mitte ist gemäßigt, im östlichen Tiefland tropisch heiß.
Flüsse nördlich der Hauptstadt Sucre, wie z. B. der Río Grande fließen in das Amazonasbecken. Südliche Flüsse wie etwa der Río Pilcomayo fließen in das Paraná-Becken. Durch das Departamento verläuft daher eine Wasserscheidelinie.

## Bevölkerung
Die Einwohnerzahl des Departamento Chuquisaca ist von 1950 bis 2024 auf mehr als das Doppelte angestiegen, wobei sich die Dynamik des Bevölkerungsanstiegs nach der Jahrtausendwende deutlich abgeschwächt hat:
| Jahr | Einwohner | Quelle       |
| ---- | --------- | ------------ |
| 1950 | 260.479   | Volkszählung |
| 1976 | 358.516   | Volkszählung |
| 1992 | 453.756   | Volkszählung |
| 2001 | 531.522   | Volkszählung |
| 2012 | 576.153   | Volkszählung |
| 2024 | 600.132   | Volkszählung |

Für 58 % der Bevölkerung ist Spanisch die primäre Sprache, für 41 % Quechua (Volkszählung 2012).

## Provinzen
Das Departamento Chuquisaca ist in 10 Provinzen untergliedert:
| Nr.   | Provinz                 | Fläche     | Einw. 2001 | Einwo. 2012 | Einw. 2024 | Zentrale Stadt |
| ----- | ----------------------- | ---------- | ---------- | ----------- | ---------- | -------------- |
| 01-01 | Provinz Oropeza         | 3.943 km²  | 241.376    | 286.140     | 319.006    | Sucre          |
| 01-02 | Provinz Azurduy         | 4.185 km²  | 26.515     | 24.855      | 24.331     | Azurduy        |
| 01-03 | Provinz Jaime Zudáñez   | 3.738 km²  | 33.482     | 39.009      | 42.535     | Zudáñez        |
| 01-04 | Provinz Tomina          | 3.947 km²  | 37.482     | 35.192      | 32.157     | Padilla        |
| 01-05 | Provinz Hernando Siles  | 5.473 km²  | 36.511     | 32.398      | 31.688     | Monteagudo     |
| 01-06 | Provinz Yamparáez       | 1.472 km²  | 29.567     | 26.577      | 21.788     | Tarabuco       |
| 01-07 | Provinz Nor Cinti       | 7.983 km²  | 9.512      | 76.477      | 71.433     | Camargo        |
| 01-08 | Provinz Belisario Boeto | 2.000 km²  | 12.277     | 11.159      | 8.961      | Villa Serrano  |
| 01-09 | Provinz Sud Cinti       | 5.484 km²  | 24.321     | 25.207      | 25.246     | Camataqui      |
| 01-10 | Provinz Luis Calvo      | 13.299 km² | 20.479     | 19.139      | 22.987     | Muyupampa      |

## Größte Orte
Nahezu die Hälfte der Einwohner des Departamento Chuquisaca lebt in Sucre, der Hauptstadt des Departamentos, das auch die formelle Hauptstadt von Bolivien ist.
Neben den Provinzhauptstädten gibt es nur noch drei weitere Städte mit mehr als 2.000 Einwohnern: Presto, Culpina und Candua.
| Stadt      | Einwohner 2001 (Volkszählung) | Einwohner 2012 (Volkszählung) |
| ---------- | ----------------------------- | ----------------------------- |
| Sucre      | 194.888                       | 237.480                       |
| Monteagudo | 7.258                         | 9.135                         |
| Camargo    | 4.459                         | 5.173                         |

## Politik
Gesamtergebnis im Departamento Chuquisaca bei den Regionalwahlen vom 4. April 2010:
| Wahl- berechtigte |  | Wahl- beteiligung | gültige Stimmen |  | MAS-IPSP | CST    | LIDER | MSM   | F-19  |
| ----------------- |  | ----------------- | --------------- |  | -------- | ------ | ----- | ----- | ----- |
| 272.519           |  | 236.261           | 203.856         |  | 109.270  | 72.314 | 8.752 | 8.044 | 5.476 |
|                   |  | 86,7 %            | 86,3 %          |  | 53,6 %   | 35,5 % | 4,3 % | 3,9 % | 2,7 % |

Gesamtergebnis im Departamento Chuquisaca bei den Regionalwahlen (elecciones de autoridades políticas) vom 7. März 2021:
| Wahl- berechtigte |  | Wahl- beteiligung | gültige Stimmen |  | CST     | MAS-IPSP | BSTH   | UNIDOS | C-A    | MNR    |
| ----------------- |  | ----------------- | --------------- |  | ------- | -------- | ------ | ------ | ------ | ------ |
| 373.847           |  | 315.693           | 271.571         |  | 123.885 | 106.250  | 13.793 | 12.906 | 12.779 | 1.958  |
|                   |  | 84,44 %           | 86,02 %         |  | 45,62 % | 39,12 %  | 5,08 % | 4,75 % | 4,71 % | 0,71 % |